# 中谷まゆみ
中谷 まゆみ（なかたに まゆみ、1968年2月1日 - ）は、日本の脚本家、劇作家。香川県出身。

## 略歴
1968年2月1日香川県高松市生まれ。
日本大学芸術学部在学中から劇団「第三舞台」に演出家・鴻上尚史の演出助手として参加。
1993年深夜ドラマ『青春もの』で脚本家デビュー。
舞台は2000年の『ビューティフル・サンデイ』が初舞台。2002年、『ペーパーマリッジ』で岸田國士戯曲賞候補。

## 作品

### 連続ドラマ
- 青春もの（1993年フジテレビ）
- ぽっかぽか（1994年TBS）
- ぽっかぽか2（1995年TBS）
- ぽっかぽか3（1996年TBS）
- いいひと。（1997年関西テレビ）
- お仕事です!（1998年フジテレビ）
- あっとほーむ（2000年TBS）
- 本家のヨメ（2001年よみうりテレビ）
- ブルーもしくはブルー（2003年NHK）
- WATER BOYS（2003年フジテレビ）
- WATER BOYS2（2004年フジテレビ）
- 火消し屋小町（2004年NHK）
- 劇団演技者「ビューティフル・サンデイ」（2005年フジテレビ）
- ラスト♡シンデレラ（2013年フジテレビ）
- ディア・シスター（2014年フジテレビ）
- 地味にスゴイ! 校閲ガール・河野悦子（2016年日本テレビ）
- 隣の家族は青く見える（2018年フジテレビ）
- パーフェクトワールド（2019年関西テレビ）

### 単発ドラマ
- if もしも（#17）人生ゲーム 残された2通の遺言状（1993年フジテレビ）出演・大原麗子
- 阿部由美子の誕生日（1994年フジテレビ）出演・渡辺満里奈
- 世にも奇妙な物語95秋の特別編「友子の長い夜」（1995年フジテレビ）出演・ともさかりえ
- TOKYO23区の女「府中市の女」（1996年フジテレビ）
- 新・同棲時代（1998年TBS）
- 恋する日曜日「渋谷で5時」（2003年BS-i）
- プロポーズ 本当にあったプロポーズにまつわる3つの物語（2005年日本テレビ）出演・藤原紀香
- ウメ子（2005年TBS）出演・深田恭子
- その日のまえに（2014年NHK）
- 地味にスゴイ!DX（デラックス） 校閲ガール・河野悦子（2017年日本テレビ）

### 舞台
- ビューティフル・サンデイ（2000年、俳優座劇場/近鉄小劇場）演出・板垣恭一
- ペーパーマリッジ（2001年、紀伊国屋ホール/近鉄小劇場）演出・板垣恭一 第46回岸田國士戯曲賞候補作
- こくまろな女たち（2001年、シアターコクーン）演出・宮田慶子
- 今度は愛妻家（2002年、俳優座劇場/鉄小劇場）演出・板垣恭一
- ビューティフル・サンデイ再演（2003年、俳優座劇場/近鉄小劇場）演出・板垣恭一
- お父さんの恋（2005年、PARCO劇場/アタードラマシティ他）演出・板垣恭一
- ラブハンドル（2006年、PARCO劇場他）演出・板垣恭一
- サムシング・スイート（2007年、PARCO劇場他）演出・板垣恭一
- ビューティフル・サンデイ再演（2012年、ル・テアトル銀座byPARCO他）演出・板垣恭一
- シャーロック ホームズ 〜アンダーソン家の秘密〜（2014年、東京芸術劇場他）演出・板垣恭一

### 映画
- 今度は愛妻家 ※原作（2010年東映）監督・行定勲　出演・薬師丸ひろ子、豊川悦司

### 出版物
- 戯曲「ビューティフル・サンデイ」
- 戯曲「今度は愛妻家」